# The Trews
The Trews – kanadyjska grupa rockowa pochodząca z Antigonish w Nowej Szkocji. Zespół składa się z wokalisty -  Colin MacDonald, gitarzysty - John-Angus MacDonald, basisty - Jack Syperek i perkusisty -  Sean Dalton.
Aktualnie grupa mieszka w Niagara Falls (Kanada).
Grupa pojawiła się w popularnym serialu kanadyjskim Radiostacja Roscoe (2005), gdzie zagrała piosenki: Not Ready To Go, Tired of Waiting oraz You`re So Sober. Ich utwory, takie jak Confessions, Hopeless i inne można było usłyszeć w innych odcinkach jako podkłady lub piosenki "z tła".

## Dyskografia

### Albumy
- House of Ill Fame (2003)
- House of Ill Fame - The Live Cut (2004)
- Den of Thieves (2005)
- No Time for Later (2008)

### Single
- "Every Inambition" – 2003
- "Not Ready to Go" – 2003
- "Tired of Waiting" – 2004
- "Fleeting Trust" – 2004
- "So She's Leaving" – 2005
- "Yearning" – 2005
- "Poor Ol' Broken Hearted Me" – 2006
- "I Can't Say" – 2006
- "Hold Me in Your Arms" – 2007